# Dalilla Hermans
Dalilla Hermans (1986) is een Belgische schrijfster van Rwandese afkomst. Ze is vaste columniste bij De Standaard en was redactrice bij Charlie Magazine.

## Biografie
Hermans is geboren in Rwanda, en werd op de leeftijd van twee en een half jaar geadopteerd door een Belgisch gezin. Ze groeide op in de Kempen. In 2014 werd ze bekend toen ze een open brief schreef waarin ze racisme aankaartte.
In 2014 deed ze voor Groen mee aan de Belgische federale verkiezingen, ze stond daarbij op de zestiende plaats in de Antwerpse lijst. Ze wist dat dit een onverkiesbare plaats was, en omschrijft zichzelf dan ook niet als politica:
Ik wist op voorhand dat het een absoluut onverkiesbare plaats was, en had ook geen enkele ambitie om effectief de politiek in te gaan. Nog steeds niet trouwens. Telkens als iemand me omschrijft of aankondigt als politica gaan mijn nekharen ervan overeind staan. Dat was ik toen niet, en ben ik nu niet.
In 2016 was ze een van de wekelijks gevolgde televisiekijkers in het Eén-programma Hallo televisie!. Ze nam ook deel aan Kalmte Kan U Redden en Rijden Doe Je Zo.
In 2017 verscheen bij uitgeverij Manteau haar boek Brief aan Cooper en de wereld, waarin ze door middel van een brief aan haar oudste zoon haar levensverhaal vertelt. Datzelfde jaar was ze een van de deelneemsters aan de televisiequiz De Slimste Mens ter Wereld, waar ze de finaleweken haalde.
In 2018 verscheen het boek Zwart - Afro-Europese literatuur uit de Lage Landen, onder redactie van Vamba Sherif en Ebissé Rouw, waarin een beschouwing van Hermans is opgenomen: Zwarte gedachten. Haar kinderboek Brown Girl Magic verscheen in 2018 bij Davidsfonds uitgeverij, het boek werd geïllustreerd door Fatinha Ramos.
In 2019 stond ze in voor het kerstessay van De Standaard met als titel Oogkleppen af. Wat ik na vijf jaar inzag over antiracisme.
Ze schreef de theatervoorstelling Her(e) over zichtbaarheid en onderrepresentatie van zwarte vrouwen, die begin februari 2020 in première ging in Gent. In haar boek Het laatste wat ik nog wil zeggen over racisme (2020) beschrijft ze representatie als een belangrijk aspect bij het tegengaan van alledaags en structureel racisme.
In 2023 werd ze door haar woonplaats Brugge aangesteld als trajectcoördinator voor het plan om in 2030 culturele hoofdstad van Europa te worden. Hierop volgde kritiek van Vlaams Belang en N-VA (de N-VA-gemeenteraadsleden aanvaardden de aanstelling uiteindelijk wel) - verwijzend naar vroegere uitspraken van Hermans die ze als antiblank racisme en woke extremisme omschrijven - en gebruikers op sociale media, waarop berichten verschenen die door media als haatdragend worden beschreven en door leden van het stadsbestuur als racisme worden bestempeld.
Datzelfde jaar werd ze jurylid van de Libris Literatuur Prijs 2024.